# Moronigo
Moronigo (in croato Morovnik) è un isolotto disabitato della Croazia situato a nordovest dell'isola di Ulbo.
Amministrativamente appartiene alla città di Zara, nella regione zaratina.

## Geografia
Moronigo si trova nella parte meridionale del Quarnarolo, a nordovest di punta Sib (rt Šip) sull'isola di Ulbo, da cui dista 2,26 km. Nel punto più ravvicinato, dista dalla terraferma (punta Jurisnizza (rt Jurišnica), sulla costa dalmata), 25,4 km.
Moronigo è un isolotto di forma irregolare, orientato in direzione nordovest-sudest e leggermente arcuato, che misura 665 m di lunghezza e 430 m di larghezza massima. Ha una superficie di 0,201 km² e uno sviluppo costiero di 1,824 km. Al centro, raggiunge un'elevazione massima di 5,6 m s.l.m.. All'estremità nordovest si trova un faro costituito da una torre cilindrica con un piano focale a 8 m d'altezza, che emette una luce verde ogni 5 secondi.

### Isole adiacenti
- Scoglio Sib (Šip o Sip), isolotto allungato situato poco a nordovest della punta omonima su Ulbo e 1,6 km a sudest di Moronigo.
- Scoglio Lupo (hrid Kurjak), scoglio ovale situato 3 km circa a sud-sudest di Moronigo.

### Cartografia
- (HR) Mappa topografica della Croazia 1:25000, su preglednik.arkod.hr.